# شالينز
شالينز هي بلدية فرنسية تقع في إقليم الأين  في شرق فرنسا.

## التاريخ
معروفة بالفعل من القرن الحادي عشر تتوقف على شخص الغني وقوي الحضرية  على ليون الذي شارك في القدرة على شالينز مع عائلات seigneuriales المختلفة، الأسر التي منها عائلة بلاتين بالقرن الثالث عشر.